# Ewald von Kleist
Paul Ludwig Ewald-Heinrich von Kleist (Braunfels aan de Lahn, 8 augustus 1881 – Vladimir (Rusland), 13 november 1954) was een vooraanstaand beroepsmilitair in de Duitse Wehrmacht tijdens de Tweede Wereldoorlog. Hij beëindigde zijn loopbaan als krijgsgevangen generaal-veldmaarschalk en was tot zijn overlijden gedetineerd in de Sovjet-Unie.
Geboren uit een aristocratische familie genoot Von Kleist zijn opleiding in een Duitse militaire school. Tijdens de Eerste Wereldoorlog bereikte hij de rang van regionaal commandant. Na de oorlog leidde hij een cavaleriedivisie van 1932 tot 1935. In augustus 1939 werd hij op zijn achtenvijftigste terug in actieve dienst geroepen.
Tijdens de Poolse Veldtocht werd hij commandant van het XXII pantserkorps. Tijdens de invasie van Frankrijk was hij commandant van de Panzergruppe Kleist die bestond uit het XLI en het XIX (onder Guderian) pantserkorps. Deze twee korpsen bevonden zich op het meest zuidelijke punt in de Duitse race naar Het Kanaal.
In april 1941 kreeg Von Kleist het commando over de Panzergruppe 1, dat bestond uit het XVIII en het XL pantserkorps. Deze Panzergruppe vormde de speerpunt tijdens de invasies van Joegoslavië en Griekenland. Bij de daaropvolgende invasie van Rusland, bekend onder de naam operatie Barbarossa maakte de Panzergruppe 1 deel uit van Heeresgruppe Süd.
In 1942 werd hij naar de Kaukasus gezonden om daar de voor de Duitse oorlogsmachine zo belangrijke olievelden te veroveren. Op 22 november van dat jaar kreeg hij het bevel over Heeresgruppe A. In 1943 werd hij tot generaal-veldmaarschalk bevorderd.
In maart 1944 werd hij door Hitler persoonlijk van zijn commando ontheven nadat hij het Duitse Achtste Leger bevel had gegeven zich terug te trekken toen dit dreigde vernietigd te worden door het oprukkende Rode Leger.
Von Kleist werd in 1945 in Beieren door Amerikanen gearresteerd en aan Joegoslavië uitgeleverd, waar hij in 1946 veroordeeld werd tot 15 jaren gevangenis vanwege gepleegde oorlogsmisdrijven in dat land. In 1948 echter werd hij uitgeleverd aan de Sovjet-Unie, en werd daar opnieuw veroordeeld voor oorlogsmisdrijven begaan aan het oostfront. Ditmaal luidde het oordeel zelfs levenslang. Op 13 of 16 november 1954 stierf hij achter de tralies in de stad Vladimir. Ewald von Kleist was de hoogste Duitse officier die als krijgsgevangene in de Sovjet-Unie overleed.

## Militaire loopbaan
- Fahnenjunker: 13 maart 1900[3][4]
- Fähnrich: 18 oktober 1900[5][3]
- Leutnant: 18 augustus 1901[5] (Patent 19 augustus 1900)[3]
- Oberleutnant: 27 januari 1910[5][3][4]
- Hauptmann: 22 maart 1914[5][3]
- Major: 1 februari 1922[5] (benoemingsakte vanaf 1 juli 1921)[3]
- Oberstleutnant: 1 december 1926[5][3]
- Oberst: 1 oktober 1929[5][3][5]
- Titulair (Charakter) Generalmajor: 1 januari 1932[3]
- Generalmajor: 1 oktober 1932[5][3]
- Generalleutnant: 1 oktober 1933[5][3]
- General der Kavallerie: 1 augustus 1936[5][3]
- Generaloberst: 19 juli 1940[5][2][3]
- Generalfeldmarschall: 1 februari 1943[5][3] - 5 oktober 1941[2]

## Decoraties
- Ridderkruis van het IJzeren Kruis (nr.15) op 15 mei 1940 als Generaloberst en Kommandierender General van het XXII Armee-Korps (mot.) (Panzergruppe Kleist)[5][2][3][4]
- Ridderkruis van het IJzeren Kruis met Eikenloof (nr.72) op 17 februari 1942 als Generaloberst en Opperbevelhebber van de Panzergruppe 1[5][2][3][4]
- Ridderkruis van het IJzeren Kruis met Eikenloof en Zwaarden (nr.60) op 30 maart 1944 als Generalfeldmarschall en Opperbevelhebber van de Heeresgruppe A; opmerking: (directe verlening), (Kleist ontving de Zwaarden uit de handen van Adolf Hitler)[6][7][8][5][2][3][4]
- Herhalingsgesp bij IJzeren Kruis 1939[2], 1e Klasse (27 september 1939)[8][9][5] en 2e Klasse (17 september 1939)[5][3]
- IJzeren Kruis 1914[2], 1e Klasse (27 januari 1915) en 2e Klasse (4 oktober 1914)[9][5][3]
- Kruis voor Militaire Verdienste (Oostenrijk-Hongarije), 3e Klasse[4]
- Commandeur in de Militaire Orde van Savoye[4] op 30 juli 1942[8][5][3]
- Orde van Michaël de Dappere, 1e[4], 2e Klasse (6 oktober 1942)[3], 3e Klasse (16 juli 1942)[8][5][3]
- Medaille Winterschlacht im Osten 1941/42[8][5][3] op 7 september 1942[4]
- Hanseatenkruis van Hamburg[5][3] in 1917[4]
- Hospitaalorde van Sint-Jan
  - Rechtsridders in 1935[3]
  - Ereridder[4] op 16 februari 1914[10]
- Grootkruis in de Orde van Verdienste (Hongarije) met Zwaarden[4] op 13 mei 1941[5][3]
- Hij werd meerdere malen genoemd in het Wehrmachtsbericht. Dat gebeurde op:
- 10 april 1941[5][3][11]
- 13 april 1941[5][3][12]
- 26 augustus 1941[5][3][13]
- 27 augustus 1941[5][3][13]
- 11 oktober 1941[5][3][14]
- 12 oktober 1941[5][3][14]
- 22 november 1941[5][3][15]
- 30 mei 1942[5][3][16]
- 19 augustus 1943[5][3][17]
- 9 oktober 1943[8][5][3][18]

Werner von Blomberg · Hermann Göring · Walther von Brauchitsch · Albert Kesselring · Wilhelm Keitel · Günther von Kluge · Wilhelm Ritter von Leeb · Fedor von Bock · Wilhelm List · Erwin von Witzleben · Walter von Reichenau · Erhard Milch · Hugo Sperrle · Gerd von Rundstedt · Erwin Rommel · Georg von Küchler · Erich von Manstein · Friedrich Paulus · Ewald von Kleist · Maximilian von Weichs · Ernst Busch · Wolfram von Richthofen · Walter Model · Ferdinand Schörner · Robert von Greim · Eduard von Böhm-Ermolli (titulair)
- Bibliothèque nationale de France: cb16670457j (data)
- Gemeinsame Normdatei: 118777319
- International Standard Name Identifier: 0000 0000 3168 5875
- Library of Congress Control Number: n80021001
- National Archives and Records Administration: 10581020
- SNAC: w6141wq2
- Virtual International Authority File: 59880089
- WorldCat: E39PBJxRx6KwKvJw6cHGRCqCwC